# Mistrzostwa Stanów Zjednoczonych w Łyżwiarstwie Figurowym 2019
Mistrzostwa Stanów Zjednoczonych w łyżwiarstwie figurowym 2019 – zawody mające na celu wyłonienie najlepszych łyżwiarzy figurowych w Stanach Zjednoczonych w kategoriach: Senior, Junior, Novice, Intermediate, Juvenile. Mistrzostwa rozgrywano od 19 do 27 stycznia 2019 w hali Little Caesars Arena w Detroit.
Osiągnięte rezultaty na zawodach krajowych determinowały skład reprezentacji Stanów Zjednoczonych na Mistrzostwa Świata 2019, Mistrzostwa Świata Juniorów 2019 i Mistrzostwa Czterech Kontynentów 2019.

## Wyniki

### Kategoria seniorów

#### Soliści (S)
| Poz. | Zawodnik           | Klub                      | Nota łączna | SP | SP     | FS | FS     |
| ---- | ------------------ | ------------------------- | ----------- | -- | ------ | -- | ------ |
| 1    | Nathan Chen        | Salt Lake Figure Skating  | 342,22      | 1  | 113,42 | 1  | 228,80 |
| 2    | Vincent Zhou       | SC of San Francisco       | 284,01      | 3  | 100,25 | 2  | 183,76 |
| 3    | Jason Brown        | Skokie Valley SC          | 273,08      | 2  | 100,52 | 3  | 172,56 |
| 4    | Tomoki Hiwatashi   | DuPage FSC                | 253,28      | 4  | 84,05  | 4  | 169,23 |
| 5    | Alexei Krasnozhon  | Dallas FSC                | 234,52      | 5  | 82,53  | 5  | 151,99 |
| 6    | Timothy Dolensky   | Atlanta FSC               | 228,94      | 6  | 81,10  | 7  | 147,84 |
| 7    | Andrew Torgashev   | Broadmoor SC              | 225,97      | 9  | 76,95  | 6  | 149,02 |
| 8    | Sean Rabbitt       | Glacier Falls FSC         | 217,84      | 7  | 79,66  | 9  | 138,18 |
| 9    | Alexander Johnson  | Braemar-City of Lakes FSC | 216,48      | 11 | 74,07  | 8  | 142,41 |
| 10   | Jimmy Ma           | SC of New York            | 206,92      | 10 | 74,84  | 11 | 132,08 |
| 11   | Emmanuel Savary    | Broadmoor SC              | 202,45      | 13 | 69,89  | 10 | 132,56 |
| 12   | Camden Pulkinen    | Broadmoor SC              | 199,87      | 8  | 78,39  | 15 | 121,48 |
| 13   | Jordan Moeller     | Northern Ice SC           | 197,82      | 14 | 66,15  | 12 | 131,67 |
| 14   | Kevin Shum         | SC of Boston              | 196,11      | 12 | 71,13  | 13 | 124,98 |
| 15   | Daniel Kulenkamp   | Coyotes SC of Arizona     | 188,93      | 16 | 64,64  | 14 | 124,29 |
| 16   | William Hubbart    | St. Moritz ISC            | 186,02      | 15 | 65,34  | 16 | 120,68 |
| 17   | Sebastien Payannet | Los Angeles FSC           | 169,14      | 17 | 61,55  | 18 | 107,59 |
| 18   | Ben Jalovick       | Centennial 7k SC          | 167,51      | 19 | 58,51  | 17 | 109,00 |
| 19   | Tony Lu            | North Jersey FSC          | 144,99      | 18 | 59,81  | 20 | 85,18  |
| 20   | Andrew Austin      | Skokie Valley SC          | 131,39      | 20 | 45,68  | 19 | 85,71  |

#### Solistki (S)
| Poz. | Zawodniczka      | Klub                      | Nota łączna | SP | SP    | FS  | FS     |
| ---- | ---------------- | ------------------------- | ----------- | -- | ----- | --- | ------ |
| 1    | Alysa Liu        | St. Moritz ISC            | 217,51      | 2  | 73,89 | 1   | 143,62 |
| 2    | Bradie Tennell   | Skokie Valley SC          | 213,59      | 1  | 76,60 | 4   | 136,99 |
| 3    | Mariah Bell      | Rocky Mountain FSC        | 212,40      | 3  | 70,30 | 2   | 142,10 |
| 4    | Hanna Harrell    | Dallas FSC                | 203,11      | 5  | 68,16 | 5   | 134,95 |
| 5    | Ting Cui         | Baltimore FSC             | 194,30      | 12 | 54,64 | 3   | 139,66 |
| 6    | Megan Wessenberg | Mitchell Johansson Method | 182,55      | 7  | 60,37 | 6   | 122,18 |
| 7    | Amber Glenn      | Dallas FSC                | 180,73      | 4  | 69,86 | 8   | 110,87 |
| 8    | Starr Andrews    | Los Angeles FSC           | 175,70      | 8  | 58,66 | 7   | 117,04 |
| 9    | Emmy Ma          | Mitchell Johansson Method | 174,82      | 6  | 65,13 | 9   | 109,69 |
| 10   | Akari Nakahara   | All Year FSC              | 166,76      | 10 | 57,72 | 10  | 109,04 |
| 11   | Brynne McIsaac   | Los Angeles FSC           | 157,34      | 11 | 56,46 | 13  | 100,88 |
| 12   | Sierra Venetta   | SC of San Francisco       | 152,93      | 18 | 47,77 | 11  | 105,16 |
| 13   | Rena Ikenishi    | SC of New York            | 152,70      | 16 | 51,01 | 12  | 101,69 |
| 14   | Heidi Munger     | Mitchell Johansson Method | 151,85      | 15 | 52,37 | 14  | 99,48  |
| 15   | Hannah Miller    | Lansing SC                | 148,38      | 14 | 52,75 | 15  | 95,63  |
| 16   | Courtney Hicks   | All Year FSC              | 145,95      | 13 | 53,04 | 16  | 92,91  |
| 17   | Julia Biechler   | Colonial FSC              | 133,88      | 17 | 50,98 | 17  | 82,90  |
| WD   | Pooja Kalyan     | Ozark FSC                 | DNF         | 9  | 58,64 | DNF | DNF    |

#### Pary sportowe (S)
| Poz. | Zawodnicy                                  | Klub                                          | Nota łączna | SP | SP    | FS | FS     |
| ---- | ------------------------------------------ | --------------------------------------------- | ----------- | -- | ----- | -- | ------ |
| 1    | Ashley Cain / Timothy LeDuc                | SC of New York / Los Angeles FSC              | 212,36      | 2  | 70,47 | 1  | 141,89 |
| 2    | Haven Denney / Brandon Frazier             | SC of New York / All Year FSC                 | 201,64      | 3  | 68,32 | 2  | 133,32 |
| 3    | Deanna Stellato-Dudek / Nathan Bartholomay | Southwest Florida FSC / Southwest Florida FSC | 199,92      | 4  | 68,18 | 3  | 131,74 |
| 4    | Tarah Kayne / Danny O’Shea                 | Southwest Florida FSC / Southwest Florida FSC | 198,64      | 1  | 71,83 | 4  | 126,81 |
| 5    | Jessica Calalang / Brian Johnson           | DuPage FSC / Detroit SC                       | 183,36      | 6  | 62,94 | 5  | 120,42 |
| 6    | Audrey Lu / Misha Mitrofanov               | Dallas FSC / Dallas FSC                       | 182,42      | 5  | 66,21 | 6  | 116,21 |
| 7    | Alexa Scimeca Knierim / Chris Knierim      | DuPage FSC / Broadmoor SC                     | 171,42      | 7  | 61,56 | 7  | 109,86 |
| 8    | Nica Digerness / Danny Neudecker           | Broadmoor SC / Seattle SC                     | 163,63      | 9  | 58,84 | 9  | 104,79 |
| 9    | Erika Smith / AJ Reiss                     | SC of New York / Los Angeles FSC              | 162,52      | 10 | 56,25 | 8  | 106,27 |
| 10   | Winter Deardorff / Max Settlage            | Northern Kentucky SC / Broadmoor SC           | 154,80      | 12 | 53,14 | 10 | 101,66 |
| 11   | Chelsea Liu / Ian Meyh                     | Orange County FSC / All Year FSC              | 154,69      | 8  | 59,44 | 12 | 95,25  |
| 12   | Allison Timlen / Justin Highgate-Brutman   | Columbia FSC (MD) / St. Clair Shores FSC      | 153,12      | 11 | 55,27 | 11 | 97,85  |
| 13   | Olivia Serafini / Mervin Tran              | SC of New York / SC of New York               | 137,95      | 13 | 51,32 | 13 | 86,63  |

#### Pary taneczne (S)
| Poz. | Zawodnicy                                | Klub                                        | Nota łączna | RD | RD    | FD | FD     |
| ---- | ---------------------------------------- | ------------------------------------------- | ----------- | -- | ----- | -- | ------ |
| 1    | Madison Hubbell / Zachary Donohue        | Lansing SC / Lansing SC                     | 215,88      | 1  | 84,56 | 1  | 131,32 |
| 2    | Madison Chock / Evan Bates               | All Year FSC / Ann Arbor FSC                | 211,52      | 2  | 82,33 | 2  | 129,19 |
| 3    | Kaitlin Hawayek / Jean-Luc Baker         | Detroit SC / Seattle SC                     | 196,95      | 3  | 76,77 | 3  | 120,18 |
| 4    | Lorraine McNamara / Quinn Carpenter      | Peninsula SC / Washington FSC               | 191,10      | 5  | 74,42 | 4  | 116,68 |
| 5    | Christina Carreira / Anthony Ponomarenko | SC of New York / SC of San Francisco        | 190,01      | 4  | 75,23 | 5  | 114,78 |
| 6    | Rachel Parsons / Michael Parsons         | Washington FSC / Washington FSC             | 170,26      | 6  | 72,52 | 7  | 97,74  |
| 7    | Karina Manta / Joseph Johnson            | Coyotes SC of Arizona / Broadmoor SC        | 159,97      | 7  | 55,16 | 6  | 104,81 |
| 8    | Lydia Erdman / Jurij Własienko           | Philadelphia SC & HS / Arctic FSC           | 124,92      | 8  | 45,99 | 8  | 78,93  |
| 9    | Elicia Reynolds / Stephen Reynolds       | Ice Line FSC / Ice Line FSC                 | 111,69      | 9  | 39,16 | 9  | 72,53  |
| 10   | Nicole Takahashi / Oleg Altukhov         | Skokie Valley SC / North County FSC         | 91,31       | 12 | 31,93 | 10 | 59,38  |
| 11   | Alannah Binotto / Shiloh Judd            | Pittsburgh FSC / University of Delaware FSC | 90,64       | 11 | 34,87 | 11 | 55,77  |
| 12   | Bailey Melton / Ryan O’Donnell           | Broadmoor SC / SC of Houston                | 88,53       | 10 | 36,60 | 12 | 51,93  |

### Kategoria juniorów

#### Soliści (J)
| Poz. | Zawodnik      | Klub                       | Nota łączna | SP | SP    | FS | FS     |
| ---- | ------------- | -------------------------- | ----------- | -- | ----- | -- | ------ |
| 1    | Ryan Dunk     | Baltimore FSC              | 201,43      | 2  | 68,58 | 1  | 132,85 |
| 2    | Dinh Tran     | SC of San Francisco        | 196,03      | 4  | 64,84 | 2  | 131,19 |
| 3    | Joonsoo Kim   | Los Angeles FSC            | 187,95      | 1  | 70,72 | 4  | 117,23 |
| 4    | Peter Liu     | SC of Wilmington           | 182,32      | 5  | 64,33 | 3  | 117,99 |
| 5    | Lucas Altieri | Pines FSC                  | 172,87      | 6  | 60,94 | 7  | 111,93 |
| 6    | Joseph Kang   | University of Delaware FSC | 170,98      | 11 | 54,42 | 5  | 116,56 |
| 7    | David Shapiro | Detroit SC                 | 166,85      | 7  | 57,30 | 8  | 109,55 |
| 8    | Max Lake      | All Year FSC               | 165,69      | 12 | 52,43 | 6  | 113,26 |
| 9    | Alex Wellman  | Broadmoor SC               | 163,20      | 9  | 55,70 | 9  | 107,50 |
| 10   | Eric Sjoberg  | Los Angeles FSC            | 161,99      | 10 | 55,54 | 10 | 106,45 |
| 11   | Luke Ferrante | SC of Huntsville           | 161,89      | 3  | 65,08 | 11 | 96,81  |
| 12   | Chase Finster | Northern Kentucky SC       | 132,25      | 8  | 56,27 | 12 | 75,98  |

#### Solistki (J)
| Poz. | Zawodniczka         | Klub                      | Nota łączna | SP | SP    | FS | FS     |
| ---- | ------------------- | ------------------------- | ----------- | -- | ----- | -- | ------ |
| 1    | Gabriella Izzo      | Mitchell Johansson Method | 172,42      | 1  | 60,97 | 2  | 111,45 |
| 2    | Audrey Shin         | SC of New York            | 165,61      | 6  | 53,03 | 1  | 112,58 |
| 3    | Emilia Murdock      | SC of San Francisco       | 154,48      | 2  | 58,15 | 4  | 96,33  |
| 4    | Sarah Jung          | Columbia FSC (MD)         | 150,88      | 4  | 56,07 | 5  | 94,81  |
| 5    | Wren Warne-Jacobsen | St. Paul FSC              | 150,13      | 7  | 51,50 | 3  | 98,63  |
| 6    | Emily Zhang         | Richmond FSC              | 146,64      | 5  | 55,46 | 7  | 91,18  |
| 7    | Noelle Rosa         | Salt Lake Figure Skating  | 144,91      | 8  | 51,33 | 6  | 93,58  |
| 8    | Amie Miyagi         | Salt Lake Figure Skating  | 133,58      | 3  | 56,25 | 10 | 77,33  |
| 9    | Caitlin Ha          | Glacier Falls FSC         | 132,68      | 9  | 49,31 | 8  | 83,37  |
| 10   | Alyssa Rich         | Dallas FSC                | 128,02      | 10 | 46,53 | 9  | 81,49  |
| 11   | Akane Eguchi        | Dallas FSC                | 118,56      | 12 | 43,36 | 11 | 75,20  |
| 12   | Stephanie Ciarochi  | Dallas FSC                | 116,53      | 11 | 44,47 | 12 | 72,06  |

#### Pary sportowe (J)
| Poz. | Zawodnicy                             | Klub                                                  | Nota łączna | SP | SP    | FS | FS     |
| ---- | ------------------------------------- | ----------------------------------------------------- | ----------- | -- | ----- | -- | ------ |
| 1    | Laiken Lockley / Keenan Prochnow      | DuPage FSC / DuPage FSC                               | 163,35      | 1  | 61,52 | 1  | 101,83 |
| 2    | Kate Finster / Balazs Nagy            | Northern Kentucky SC / Broadmoor SC                   | 149,48      | 2  | 59,65 | 2  | 89,83  |
| 3    | Isabelle Martins / Ryan Bedard        | Chicago FSC / Northern Ice SC                         | 141,97      | 3  | 52,16 | 3  | 89,81  |
| 4    | Maria Mokhova / Ivan Mokhov           | Chelsea FSC / Chelsea FSC                             | 136,61      | 4  | 48,47 | 4  | 88,14  |
| 5    | Grace Knoop / Blake Eisenach          | Southwest Florida FSC / Rocky Mountain FSC            | 128,87      | 5  | 47,31 | 5  | 81,56  |
| 6    | Ainsley Peterson / Matthew Rounis     | All Year FSC / Broadmoor FSC                          | 124,35      | 6  | 44,46 | 6  | 79,89  |
| 7    | Sarah Rose / Jim Garbutt              | Champions Edge SC / Champions Edge SC                 | 119,76      | 8  | 44,14 | 7  | 75,62  |
| 8    | Evelyn Grace Hanns / Kristofer Ogrens | Broadmoor SC / Kansas City FSC                        | 116,15      | 7  | 44,23 | 8  | 71,92  |
| 9    | Cora DeWyre / Jacob Nussle            | Ice House Skating Academy / Ice House Skating Academy | 103,61      | 9  | 35,74 | 9  | 67,87  |

#### Pary taneczne (J)
| Poz. | Zawodnicy                         | Klub                                                    | Nota łączna | RD | RD    | FD | FD     |
| ---- | --------------------------------- | ------------------------------------------------------- | ----------- | -- | ----- | -- | ------ |
| 1    | Caroline Green / Gordon Green     | Pavilion SC of Cleveland Heights / Washington FSC       | 172,54      | 1  | 70,82 | 2  | 101,72 |
| 2    | Avonley Nguyen / Wadym Kołesnyk   | Washington FSC / SC of Novi                             | 171,06      | 2  | 65,92 | 1  | 105,14 |
| 3    | Eliana Gropman / Ian Somerville   | Pavilion SC of Cleveland Heights / Washington FSC       | 155,46      | 4  | 62,60 | 3  | 92,86  |
| 4    | Oona Brown / Gage Brown           | SC of New York / SC of New York                         | 153,67      | 3  | 63,34 | 4  | 90,33  |
| 5    | Molly Cesanek / Yehor Yehorov     | Washington FSC / Peninsula SC                           | 144,23      | 5  | 58,57 | 5  | 85,66  |
| 6    | Jocelyn Haines / James Koszuta    | Buffalo SC / Glacier Falls FSC                          | 136,64      | 7  | 54,67 | 6  | 81,97  |
| 7    | Ella Ales / Daniel Tsarik         | Los Angeles FSC / SC of Novi                            | 132,24      | 6  | 56,99 | 9  | 75,25  |
| 8    | Sophia Elder / Christopher Elder  | Louisville Skating Academy / Louisville Skating Academy | 131,94      | 8  | 52,10 | 7  | 79,84  |
| 9    | Katarina Wolfkostin / Howard Zhao | Peninsula SC / Detroit SC                               | 127,63      | 9  | 50,07 | 8  | 77,56  |
| 10   | Katarina DelCamp / Maxwell Gart   | Dallas FSC / All Year FSC                               | 121,52      | 11 | 48,22 | 10 | 73,30  |
| 11   | Alina Efimova / Alexander Petrov  | Peninsula SC / Hershey FSC                              | 119,73      | 10 | 48,89 | 11 | 70,84  |
| 12   | Claire Purnell / Lucas Purnell    | Louisville Skating Academy / Louisville Skating Academy | 108,10      | 12 | 41,87 | 12 | 66,23  |
| 13   | Samantha Udell / Garrett Udell    | Broadmoor SC / All Year FSC                             | 53,96       | 13 | 22,37 | 13 | 31,59  |